# 前1230年代
| 千纪： | 前2千纪 |
| 世纪： | 前14世纪 \| 前13世纪 \| 前12世纪                                                                                     |
| 年代： | 前1260年代 \| 前1250年代 \| 前1240年代 \| 前1230年代 \| 前1220年代 \| 前1210年代 \| 前1200年代                       |
| 年份： | 前1239年 \| 前1238年 \| 前1237年 \| 前1236年 \| 前1235年 \| 前1234年 \| 前1233年 \| 前1232年 \| 前1231年 \| 前1230年 |

## 重要事件及趋势
- 根据夏商周断代工程，大约武丁时代

## 重要人物
- 拉美西斯二世，古埃及第十九王朝法老
- 哈图西里三世、图特哈里四世，赫梯国王
- 萨尔玛那萨尔一世、图库尔蒂-尼努尔塔一世，亚述国王
- 沙噶拉克提·舒瑞亚什、卡什提里亚什四世，巴比伦第三王朝国王
- 埃勾斯、忒修斯，雅典国王
- 武丁，商朝国王